# Левкрокота

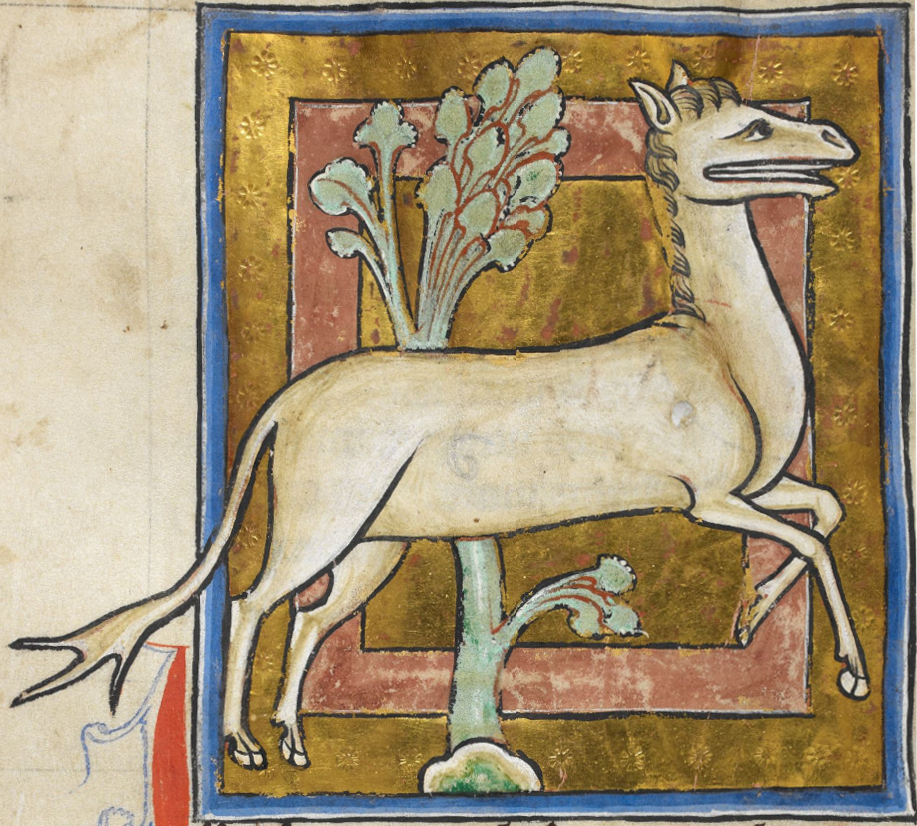
Левкрокота на ілюстрації XIII ст.

Левкроко́та або короко́та — міфічний хижий копитний звір, що начебто водиться в Індії та Ефіопії. Рідше відома як левкрота чи крокота. Основні відомості про левкрокоту містяться в працях античних авторів.

## Описи левкрокоти
Перша відома згадка звіра належить Плінію Старшому в його «Природничій історії». За його описом: «Левкрокота — тварина, що володіє надзвичайною швидкістю, розміром вона з дикого осла, з ногами оленя, шиєю, хвостом і грудьми як у лева, головою борсука, роздвоєним копитом, паща досягає вух, а замість зубів одна суцільна кістка, кажуть, що ця тварина може наслідувати людський голос». Таку ж здатність до людської мови він приписував гієнам і мантикорі. Також він згадує подібну корокоту, що є звіром, народженим від лева і гієни. Корокота здатна повторити голос людини і будь-якої тварини, а замість губ і зубів має суцільні кістяні краї щелеп.
Страбон вважав, що цей звір нагадує суміш вовка з собакою. Фотій, цитуючи Ктесія, писав: «В Ефіопії є тварина, звана крокотою, по-народному кінолікос (kynolykos, собака-вовк), дививижної сили. Кажуть, вона може повторювати людський голос, щоб приманювати людину вночі і пожирати тих, хто наблизиться до неї. Вона смілива, як лев, швидка, як кінь, і сильна, як бик. Її не можна подолати жодною зброєю зі сталі». На думку Порфирія, так називали гієну, він також вважав, що тварина приманює людей голосом.
В середньовічних бестіаріях левкрокота не набула популярності, як вважається, через відсутність примітних рис, які можна було б подати як повчальні алегорії. Однак, Гонорій Августодонський в XII ст. додав до образу звіра роздовоєний ріг. Інші автори коли згадували левкрокоту, надавали їй кінської голови.

## Пояснення образу
У XVI століття, коли почала зароджуватися сучасна зоологія, існування левкрокоти поставилося під сумнів. Едвард Топшелл вважав, що левкрокота — це інша назва міфічної мантикори. Найпоширенішими поясненнями стали такі, що античні автори вигадали її на основі індійських антилоп чи гієн.

## Паралелі з реальними тваринами
Хоча левкрокота є вигаданою твариною, хижі копитні існували в історії Землі. Такими були мезоніхиди, їхній найвідоміший представник — подібний на вовка з копитами на ногах ендрюзарх.